# Ismaskin (sport)

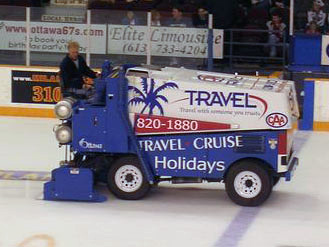
Ismaskin, Zamboni

En ismaskin är en maskin som används för att skapa och underhålla is på isrinkar. Ismaskinen är vanligtvis fyrhjulsdriven och brukar drivas av diesel, gasol eller med batterier. Bakom maskinen hänger en kälke med en iskniv som kan justeras i olika vinklar för att hyvla isen. Maskinen består till stor del (cirka tre kubikmeter) av en stor snöbehållare som fylls med den konstsnö som bildas när isen hyvlas. Samtidigt spolas isen ren och sen lägger maskinen ut ett tunt lager vatten bakom hyveln, som slätas till av en tygduk och sedan fryser till ny, slät is.
Det engelskspråkiga namnet på ismaskin, Zamboni, kommer av utvecklaren Frank J. Zamboni som uppfann ismaskinen i slutet av 1940-talet. I Kanada och USA är märket Zamboni dominerande, varför ismaskiner ofta kallas just detta oavsett vilken tillverkare de är ifrån.
Ett par övriga märken är den innovativa fabriken Engo som utvecklat flera nya lösningar inom branschen. Sedan så finns Olympia, från kanadensiska företaget Resurfice,  den batteridrivna ismaskinen. Icebear från Tyskland och Wm Mammoth från Österrike. En svensktillverkad ismaskin är Izomaskin AB:s Izobel 612, Izomaskin AB är sedan 2017 uppköpt av Zamboni Europe och Europakontoret ligger i Österfärnebo i södra Gästrikland.